# Anorthodisca albimacula
Anorthodisca albimacula är en fjärilsart som beskrevs av Paul Dognin 1911. Anorthodisca albimacula ingår i släktet Anorthodisca och familjen Uraniidae. Inga underarter finns listade i Catalogue of Life.